# Hammer
För andra betydelser, se Hammer (olika betydelser).
Hammer är ett efternamn.

## Personer med efternamnet
- Agneta Hammer (född 1952), svensk arkitekt
- Armand Hammer (1898–1990), amerikansk filantrop och företagsledare
- Armie Hammer (född 1986)), amerikansk skådespelare
- Bernhard Hammer (1822–1907), schweizisk statsman
- Bertil Hammer (1877–1929), svensk professor i pedagogik
- Christian Hammer (1818–1905), norsk.svensk juvelerare, konstsamlare och bibliofil
- Guido Hammer (1821–1898), tysk målare
- Hans Jørgen Hammer (1815–1882), dansk målare
- Jan Hammer (född 1948), tjeckisk kompositör, jazzpianist och keyboardist
- Johan Hammer (1640–1698), svensk målare
- Joseph von Hammer-Purgstall (1774–1856), österrikisk orientalist
- Julius Hammer (1810–1862), tysk skald
- Karl Vilhelm Hammer (1860–1927), norsk arkivman och publicist
- Kristian Hammer (född 1976), norsk skidåkare, tävlare i nordisk kombination
- Morten Hammer (1739–1809), dansk präst
- Niels Hammer (aktiv omkring 1600), dansk skolman
- Olav Hammer (född 1958), svensk religionshistoriker och författare
- MC Hammer (född 1962), amerikansk rappare
- Sarah Hammer (född 1983), amerikansk cyklist
- Walter Hammer (1907–2003), tysk jurist och SS-man
- William Hammer (1821–1889), dansk mlare

## Fiktiva figurer
- Mike Hammer – detektiv skapad av Mickey Spillane